# Фирсов, Глеб Сергеевич
Глеб Сергеевич Фирсов (род. 17 января 2005, Ростов-на-Дону, Россия) — российский профессиональный баскетболист, играющий на позиции центрового.

## Карьера
В 15 лет переехал в Пермь, чтобы заниматься баскетболом. Воспитанник пермской спортивной школы «Олимпиец».
Выступал в молодежной команде «Пармы» с 2021 г. С сезона 2023/2024 стал участвовать в некоторых матчах основного состава «Пармы».
В 2024 г. вызывался в сборную России.

## Сборная России
В феврале 2025 года Фирсов принял участие в учебно-тренировочном сборе сборной России.